# Picrothamnus
Picrothamnus é um género botânico pertencente à família Asteraceae.
A autoridade científica do género é Nutt., tendo sido publico em Transactions of the American Philosophical Society, new series 7: 417. 1841.

## Espécies
Segundo a base de dados The Plant List o género tem 2 espécies descritas sendo 1 aceite:
- Picrothamnus desertorum Nutt.